# Schuifdeur

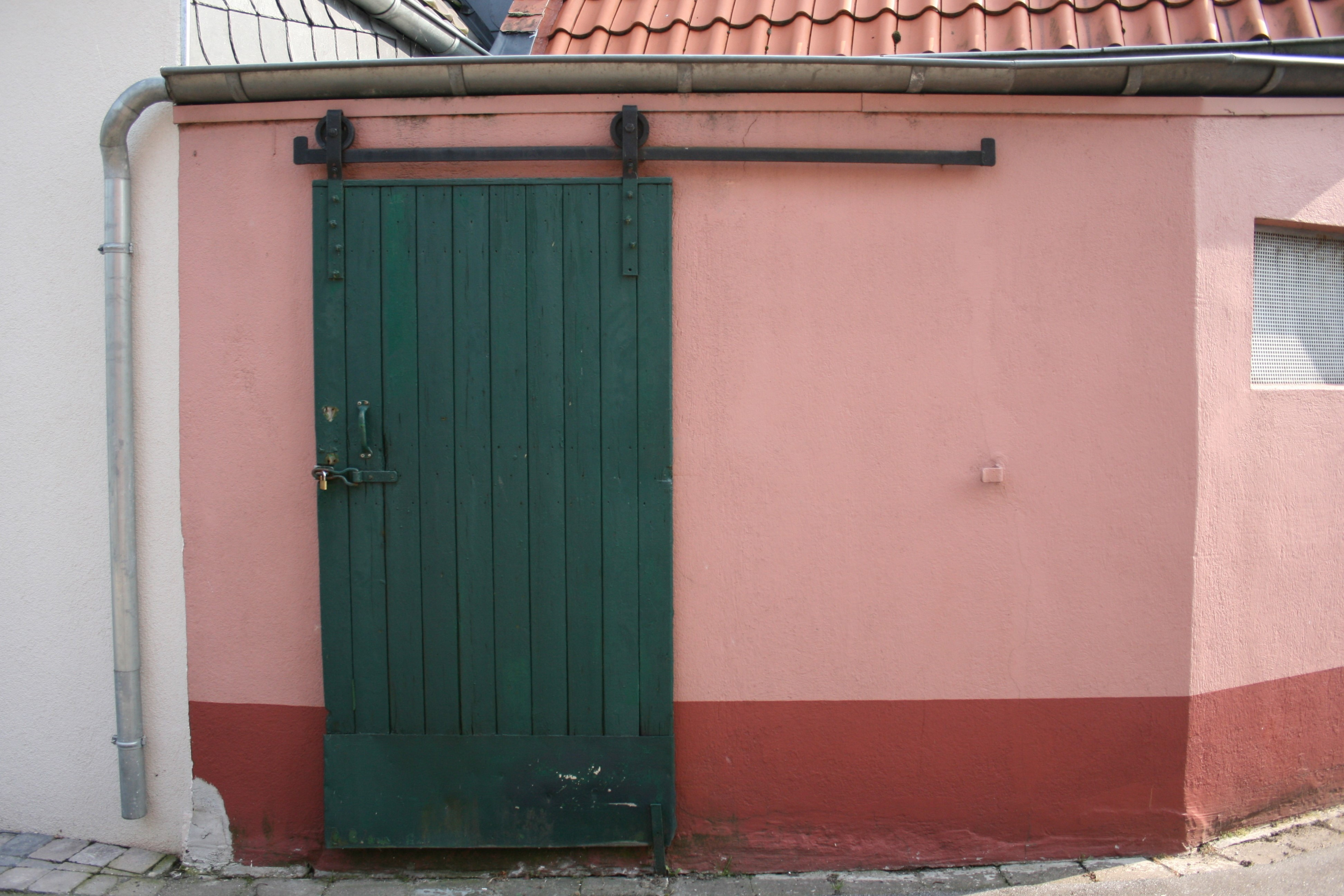
Schuifdeur hangend aan een rail

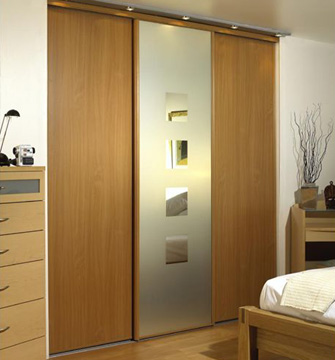
Een kledingkast met schuifdeuren

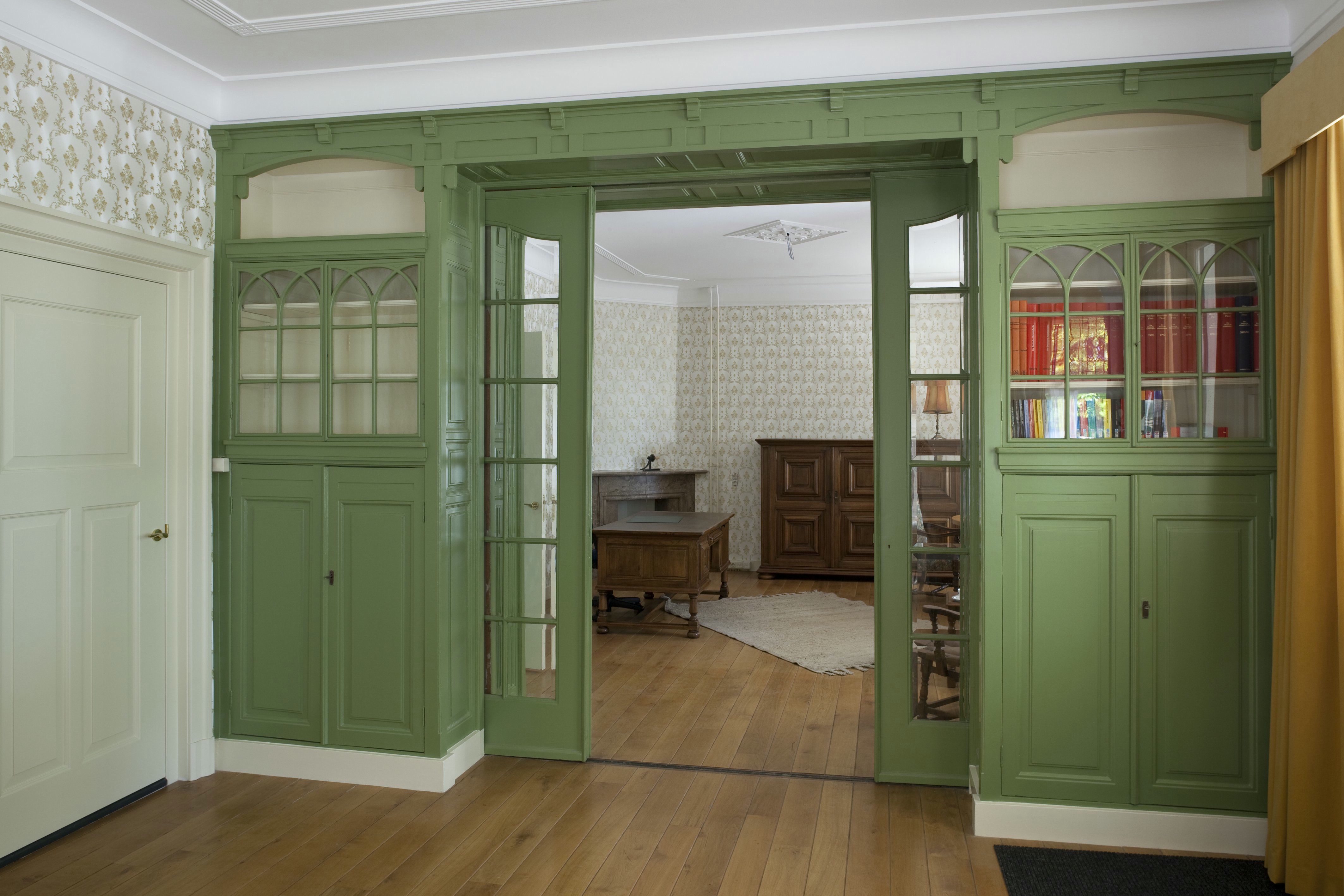
Klassieke Nederlandse schuifdeuren voor kamers en suite

Een schuifdeur of roldeur is een deur die uit één of meer beweegbare delen bestaat, en die bij het openen en sluiten zijwaarts beweegt.

## Constructie
Een schuifdeur kan bestaan uit een massieve plaat of een stabiel raamwerk dat weer bekleed wordt. Het frame bestaat uit hout, metaal of kunststof. Bij een lichte schuifdeur, zoals de Japanse shoji, glijdt het frame in een uitsparing in de dorpel. Zwaardere constructies staan op rollen die op een in de dorpel gelegen rail lopen, of hangen aan de bovenzijde aan rollen die op een rail lopen. Het frame wordt bespannen met papier (shoji), of wordt bedekt met plaatmateriaal, bijvoorbeeld metaal of hout (spaanplaat, triplex). In Nederlandse woningen werden schuifdeuren wel voorzien van glas in lood-ruiten.
Bij kasten schuift dikwijls de ene schuifdeur voor de andere, zodat door het schuiven óf het ene, óf het andere kastgedeelte kan worden benaderd. Buitendeuren moeten uiteraard met een slot kunnen worden afgesloten, en dienen het liefst ook een inbraakwerende constructie te hebben.
Een schuifdeur moet in zijn geheel opzij schuiven, waarvoor een muurvlak ter breedte van de deur nodig is, met het nadeel dat deze wand niet meer te gebruiken is voor het plaatsen van meubels, sanitair en dergelijke, holle wanden met daarin schuivende deuren vangen voor een deel dit euvel op. Indien dit niet wenselijk is, bijvoorbeeld bij een garagedeur, kan een bijzondere versie van de schuifdeur worden toegepast. De deur bestaat nu uit verticale lamellen die scharnierend aan elkaar zijn verbonden. De rail van de schuifdeur maakt een haakse bocht waardoor de deur parallel aan een zijwand kan wegschuiven. De meest voor de hand liggende oplossing is een kanteldeur die omhoog draait en zo de doorgang vrijmaakt.

## Toepassingen
Schuifdeuren komt men vaak tegen op plaatsen waar een scharnierende deur te veel ruimte zou innemen, zoals bij balkons en terrassen, of bij keukens of badkamers in kleine appartementen. Ook grote kledingkasten hebben soms schuifdeuren. Daarnaast worden schuifdeuren toegepast voor de toegang tot een lift, in railvoertuigen en in sommige auto's, vooral bestelwagens die voor bezorging van goederen in binnensteden worden gebruikt.
Schuifdeuren worden daarnaast vaak toegepast in zorggerelateerde projecten zoals ziekenhuizen, verzorgingscentra, woon-zorgcomplexen etc. Een schuifdeur verhoogt het gebruikscomfort doordat schuifdeuren de draaicirkel van een draaideur wegnemen. Dit bevordert het gebruik voor patiënten die afhankelijk zijn van een rolstoel of rollator. 
Ook de ingang van een supermarkt of een bankkantoor is vaak voorzien van schuifdeuren.
Glazen schuifdeuren  - ook schuifpuien genoemd - worden vooral toegepast in een woning als inkomend licht en uitzicht op de tuin gewenst is en gewone deuren te veel ruimteverlies zouden veroorzaken, bijvoorbeeld bij een kleine tuin.
Sommige winkels hebben een grote glazen pui, bestaande uit verschillende schuivende onderdelen. Al deze delen (eerder "schuivende ramen" dan deuren) kunnen worden weggeschoven, zodat de hele voorzijde van de winkel open is.
Veel treinen en metro's gebruiken schuifdeuren als treindeur. Het moderne type schuifdeur voor treindeuren is de zwenk-schuifdeur, waarbij het deurblad in geopende toestand zich aan de buitenkant bevindt en bij het definitief sluiten naar binnen wordt getrokken.
Een groot voordeel van een schuifdeur is dat tocht en wind er geen vat op hebben.

## Oudheid
Uit archeologische onderzoek blijkt dat schuifdeuren al in de 1e eeuw in Pompeï werden toegepast.

## Afbeeldingen

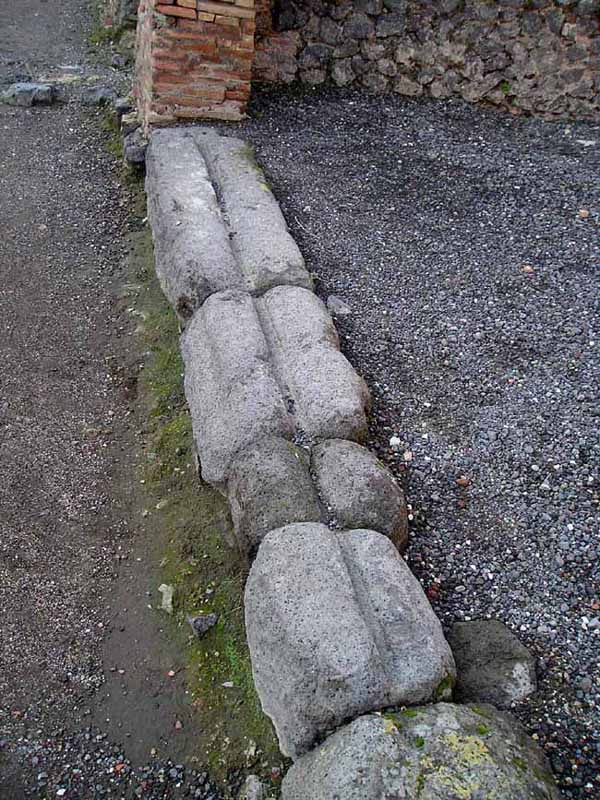
Spoor voor een schuifdeur in Pompeii
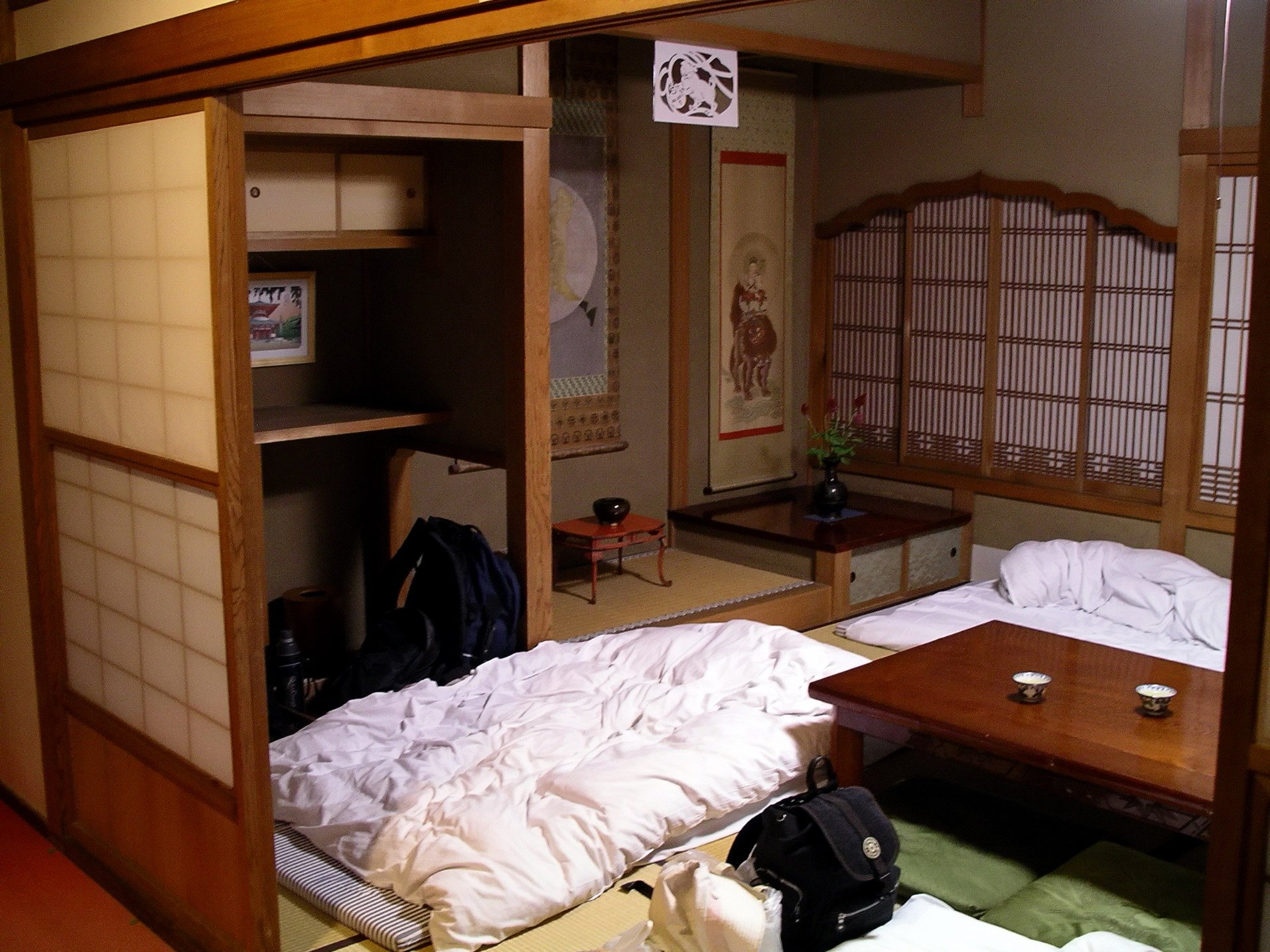
Japanse kamer met schuifdeur
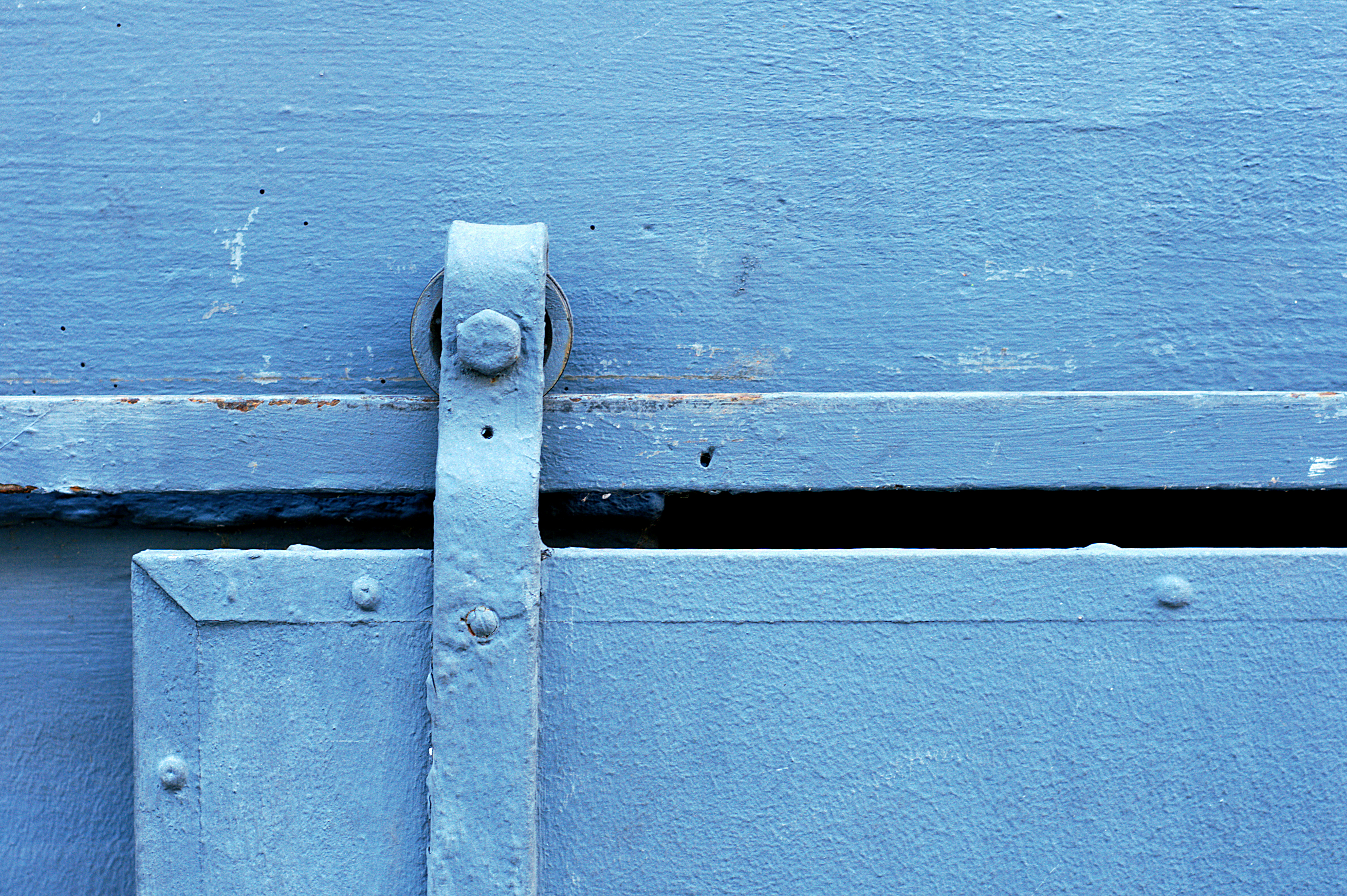
Ophanging van een schuifdeur (detail)
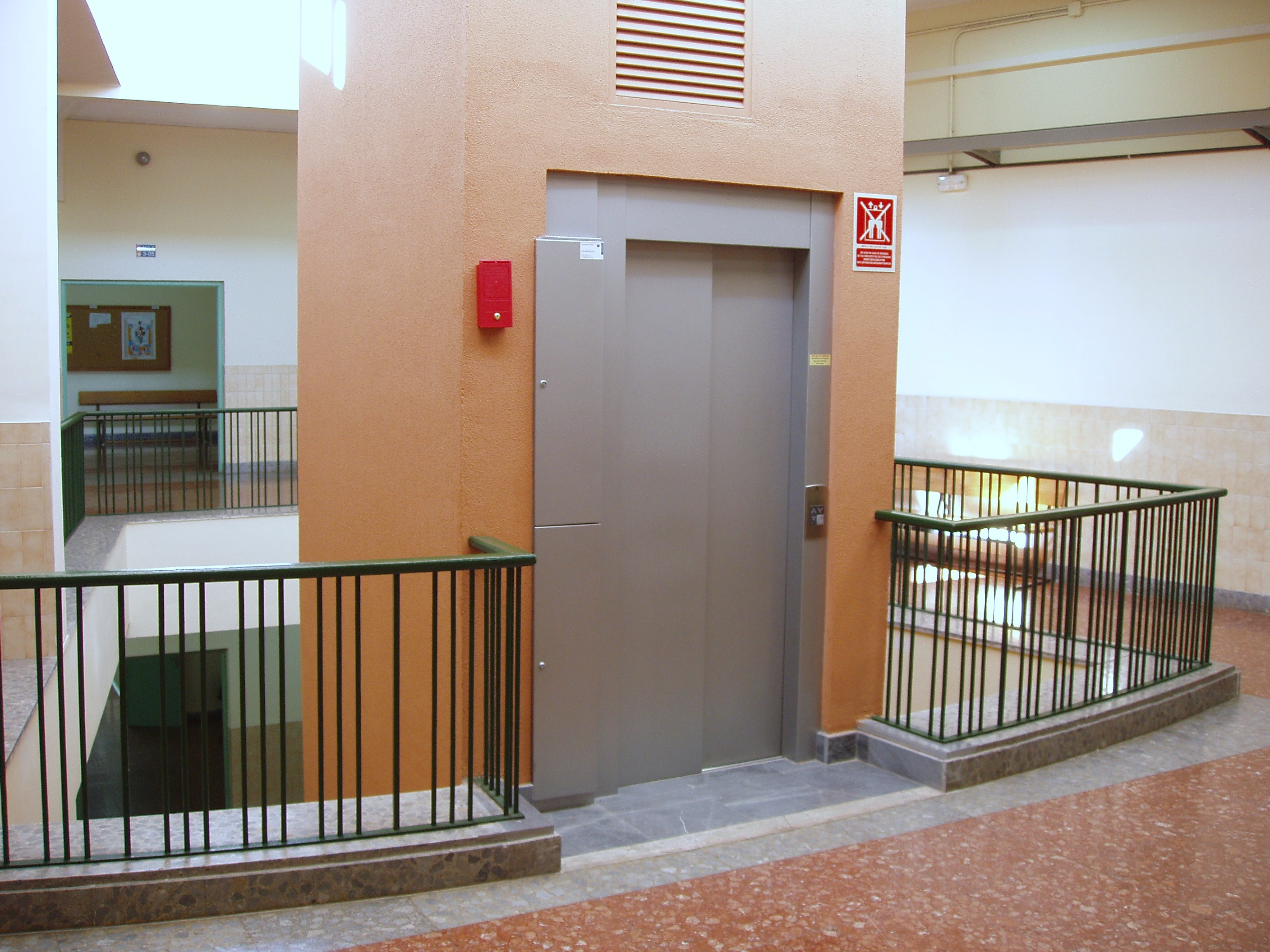
Schuifdeur bij de toegang tot een lift
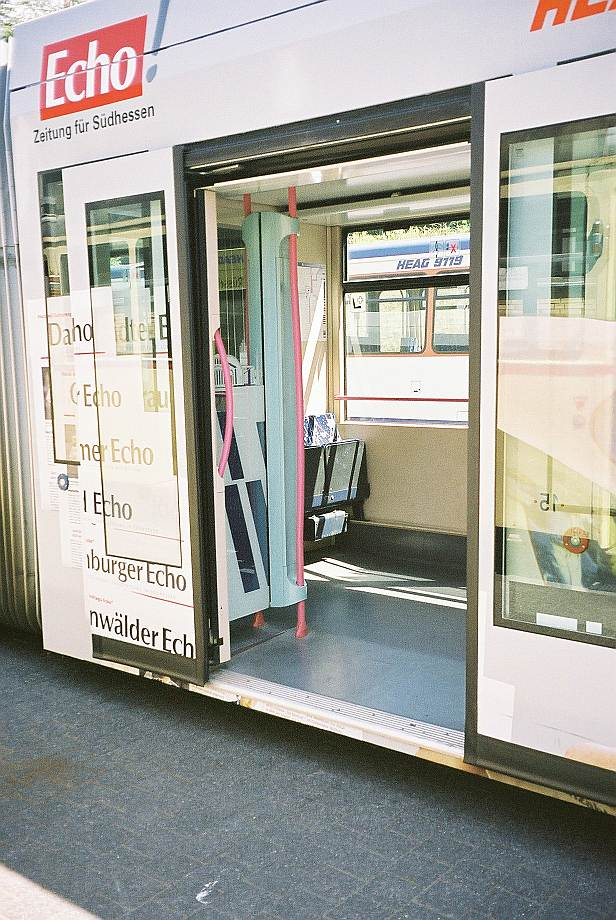
Een schuifdeur van een tram
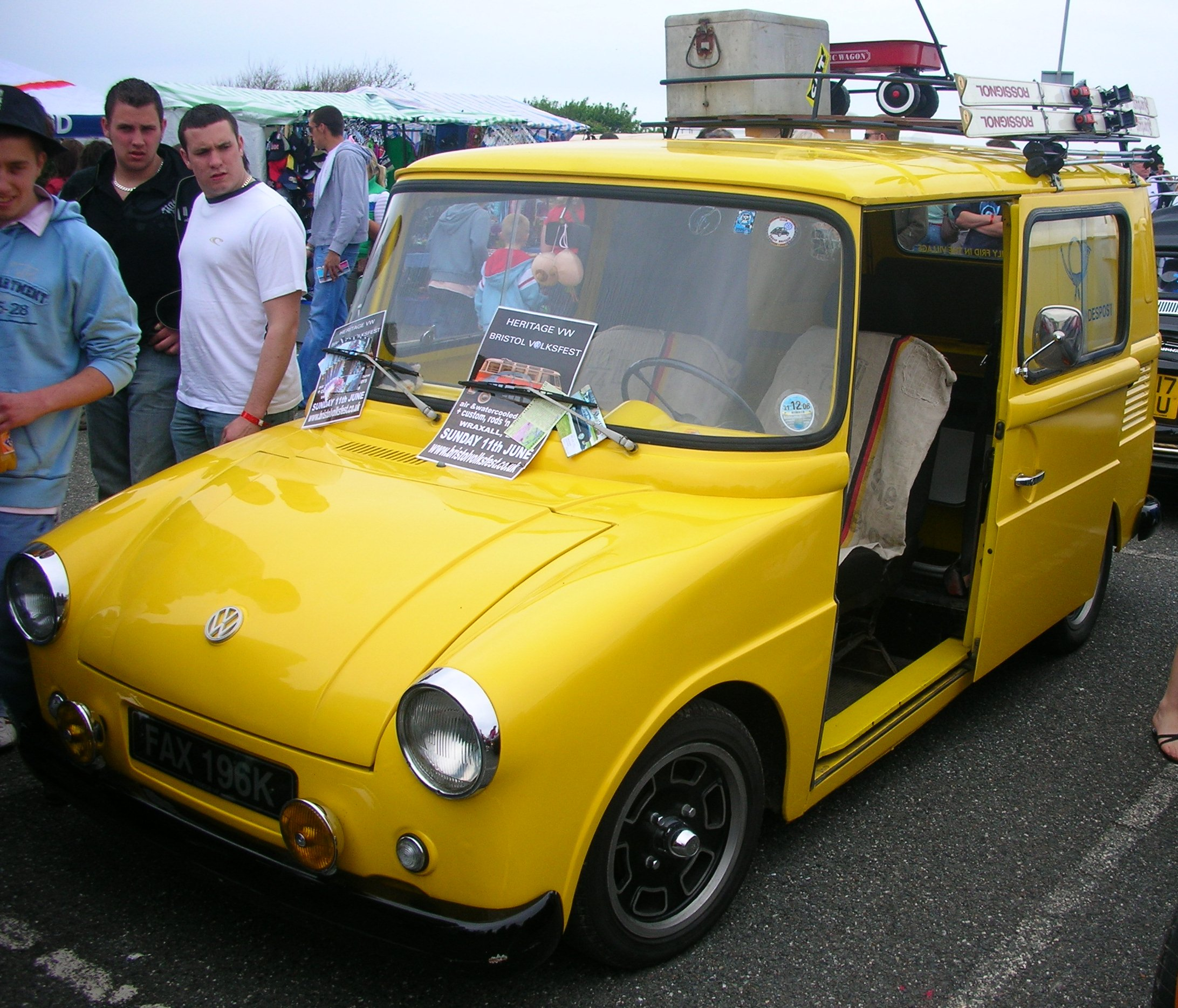
Volkswagen Fridolin postauto met schuifdeuren
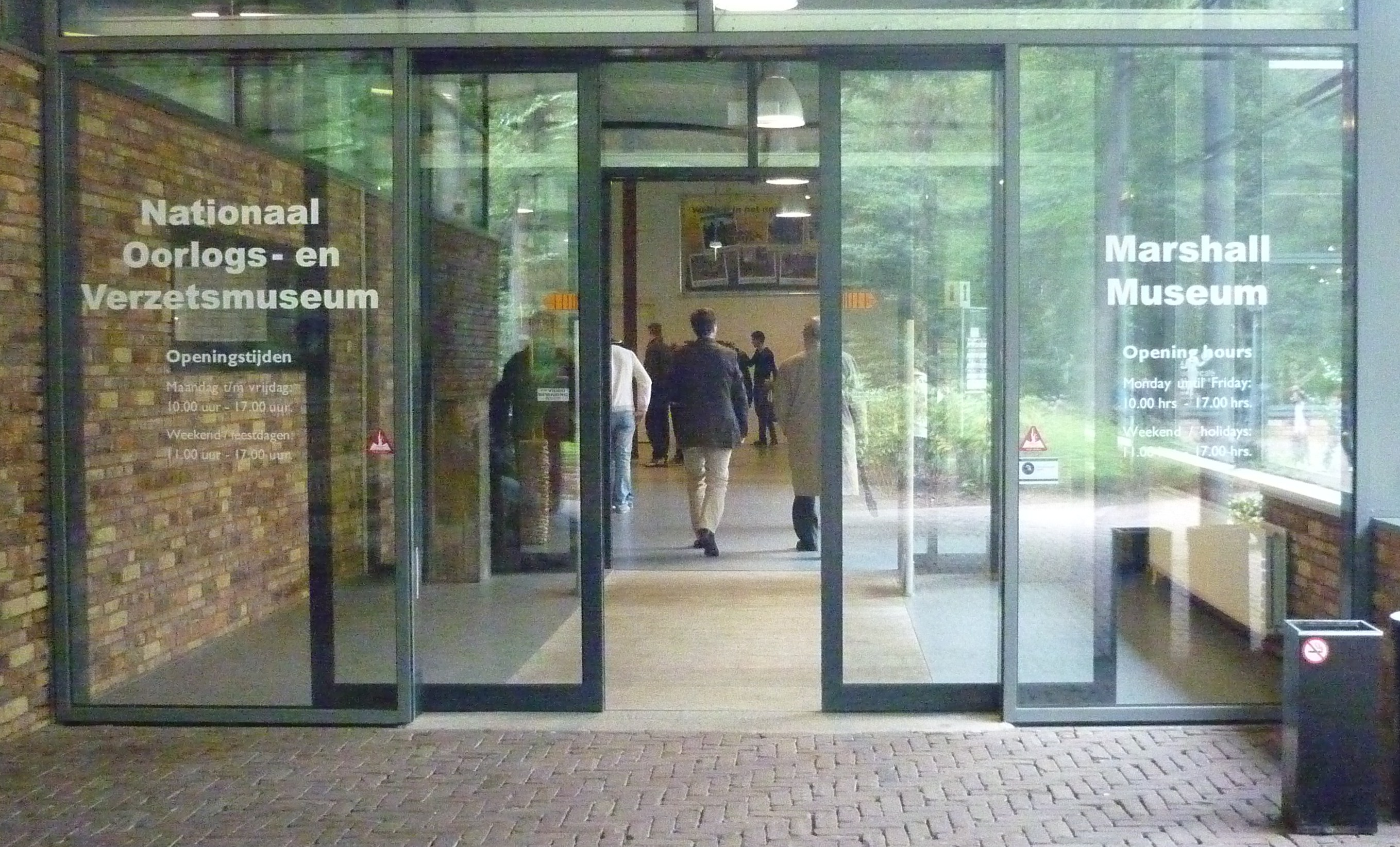
Schuifdeuren bij de toegang van een museum